# Toquepala
Toquepala ist ein Kupferbergwerk in Südwest-Peru. Es liegt im Distrikt Ilabaya der Provinz Jorge Basadre in der Region Tacna in der Cordillera Volcánica, einem Teil der peruanischen Westkordillere. Es wird eine porphyrische Kupferlagerstätte ausgebeutet.

## Geschichte
Der Erzabbau in der Tagebau-Mine wurde im Jahr 1960 begonnen. Damaliger Betreiber der Anlage war die Southern Peru Copper Corporation, ein Tochterunternehmen von ASARCO. Im Jahr 1995 wurde die Mine um eine SX-EW-Anlage (Solvent extraction and electrowinning) ergänzt. Seit 1999 wird die Kupfermine von der Southern Copper Corporation betrieben, einer Tochterfirma von Grupo México. Im Jahr 2009 wurden 127.000 Tonnen an kupferhaltigen Sulfid-Mineralien gefördert. Die Erze werden per Bahn zur Schmelze in Ilo transportiert. Im Oktober 2000 besetzte Ollanta Humala mit 50 Gefolgsleuten 9 Stunden lang die Mine und nahm dabei vier Geiseln. Dies machte er aus Protest gegen die Korruption von Alberto Fujimori und dessen Berater Vladimiro Montesinos. 

## Geologie
Die Bildung der porphyrischen Kupferablagerungen und die hypogene Mineralisierung fanden während des frühen Eozäns statt. Im späten Oligozän kam es zu einer Sulfidanreicherung, die bis in das frühe Miozän andauerte. Das Kupfererz tritt hauptsächlich in Form des Minerals Chalkosin auf. Zum Betrieb der Mine wird Wasser aus der Umgebung zugeleitet. Die Mine liegt im Einzugsgebiet des Río Locumba. Früher gelangte mit Bergbaurückständen belastetes Wasser von der Mine in das Flusssystem und schließlich ins Meer. Später wurde an der Quebrada Honda ein großes Tailingsbecken errichtet.

## Umgebung
Südlich der Mine befindet sich die Arbeitersiedlung Toquepala. Dort befindet sich auch ein kleiner Flugplatz. In der näheren Umgebung gibt es den archäologischen Fundplatz Cueva de Toquepala. 25 km nordnordwestlich der Toquepala-Mine befindet sich mit Cuajone eine weitere Kupfermine.